# Camerata Nuova
Camerata Nuova là một đô thị ở tỉnh Roma, vùng Latium của Italia, nằm ở vị trí khoảng 50 km về phía đông của Roma. Vào thời điểm ngày 31 tháng 12 năm 2004, đô thị này có dân số 483 người và diện tích là 40,3 km².
Camerata Nuova giáp các đô thị: Cappadocia, Cervara di Roma, Rocca di Botte, Subiaco, Vallepietra.